# Roberts nemzetközi repülőtér
A Roberts nemzetközi repülőtér (IATA: ROB, ICAO: GLRB) Libéria egyik nemzetközi repülőtere, amely Monrovia közelében található. Éves utasforgalma 133 656 fő (2009). Vészhelyzet esetére a NASA bármely űrrepülője számára alternatív leszállóhelyként választották ki a repülőteret.

## Futópályák
A repülőtér futópályái:
- 04/22

## Forgalom
Az utasforgalom az elmúlt években az alábbi módon változott:
| 2009 | 133 656 |